# Ятра, Себастьян
Себастьян Обандо Хиральдо (Sebastián Obando Giraldo; родился 15 октября 1994 года) — колумбийский певец, автор песен и актёр театра, известный как Себастьян Ятра. Он начинал как исполнитель латинской поп-музыки и записал много баллад, выпустил несколько успешных синглов в стиле реггетон. Ятра известен своими романтическими текстами, сочетающими традиционную лирику с современным влиянием реггетона. Он стал известен в Латинской Америке в 2016 году, когда выпустил хит «Traicionera». За свою карьеру он выпустил три студийных альбома и записывался с артистами самых разных музыкальных жанров.
Ятра родился в Медельине, но вырос в основном в Майами. Он начал петь в юном возрасте и вернулся в Колумбию, чтобы начать свою музыкальную карьеру. Он добился успеха с песней «Traicionera», за которой последовала песня «Robarte un Beso» с участием Карлоса Вивеса. Песня «Traicionera» стала лид-синглом его дебютного альбома 2018 года Mantra, в который также вошёл сингл «Sutra» с участием пуэрториканского рэпера Далмата. Затем он выпустил альбом Fantasía, включающий лид-сингл «Un Año» с участием мексиканской группы Reik. Он добился дальнейшего успеха, сотрудничая с Дэдди Янки, Натти Наташа и Jonas Brothers в двуязычном сингле «Runaway». В 2024 году Ятра дебютировал на Бродвее в роли Билли Флинна в мюзикле «Чикаго».

## Биография
Ятра родился в Медельине (Колумбия), недолго жил в Картахене, а в возрасте пяти лет вместе с матерью переехал в Майами, штат Флорида. В то же время его отец остался в Колумбии, чтобы работать в сфере недвижимости.
Рассказывая об этом опыте, Ятра объяснил: «Это была большая жертва. Поскольку мой отец продолжал работать в Колумбии, [мои родители] поддерживали отношения на расстоянии около 12 лет». Он изучал фортепиано, гитару и технику вокала, а также был заядлым футболистом, прежде чем решил сосредоточиться на музыке, хотя продолжает заниматься футболом в качестве хобби. Первый концерт, который он посетил, был концерт колумбийского поп-певца Хуанеса. Он решил стать певцом в возрасте двенадцати лет после того, как получил роль Троя Болтона в школьной постановке High School Musical.
В старших классах Ятра играл на позиции центрального защитного полузащитника в школьной футбольной команде и часто закрывал рот шарфом во время тренировок, чтобы защитить голос. Он практиковался в выступлениях перед товарищами по команде в автобусе на игры и обратно, исполняя песни своих любимых исполнителей, а также собственные оригинальные песни. Он посещал уроки вокала каждый день после школы. После окончания подготовительной школы Sagemont в Вестоне, штат Флорида, в 2012 году Ятра поступил в Бэбсон-колледж для изучения делового администрирования. Однако Ятра бросил учебу, чтобы сосредоточиться на музыке, и в возрасте 20 лет вернулся в Колумбию, чтобы начать свою музыкальную карьеру.

## Дискография
- Mantra (2018)
- Fantasía (2019)
- Dharma (2022)

## Награды и номинации

### ASCAP Latin Awards
| Год  | Номинация         | Категория           | Результат |
| ---- | ----------------- | ------------------- | --------- |
| 2018 | «Robarte un Beso» | Award Winning Songs | Победа    |
| 2020 | «Date La Vuelta»  | Award Winning Songs | Победа    |
| 2020 | «Un Año»          | Award Winning Songs | Победа    |

### Heat Latin Music Awards
| Год  | Номинируемая работа | Категория          | Результат |
| ---- | ------------------- | ------------------ | --------- |
| 2017 | «Traicionera»       | Best Video         | Номинация |
| 2017 | Sebastián Yatra     | Best Andean Artist | Победа    |
| 2019 | Sebastián Yatra     | Best Male Artist   | Номинация |
| 2019 | Sebastián Yatra     | Best Pop Artist    | Победа    |
| 2019 | «Por Perro»         | Best Video         | Номинация |
| 2019 | «Robarte un Beso»   | Best Collaboration | Номинация |

### Grammy Awards
| Год  | Номинируемая работа | Категория            | Результат |
| ---- | ------------------- | -------------------- | --------- |
| 2020 | Fantasía            | Best Latin Pop Album | Номинация |
| 2023 | Dharma +            | Best Latin Pop Album | Номинация |

### Latin Grammy Awards
| Год  | Номинируемая работа | Категория                         | Результат |
| ---- | ------------------- | --------------------------------- | --------- |
| 2017 | Sebastián Yatra     | Best New Artist                   | Номинация |
| 2017 | Extended Play Yatra | Best Contemporary Pop Vocal Album | Номинация |
| 2018 | «Robarte un Beso»   | Song of the Year                  | Номинация |
| 2019 | Fantasía            | Album of the Year                 | Номинация |
| 2019 | Fantasía            | Best Contemporary Pop Vocal Album | Номинация |
| 2019 | «Un Año»            | Song of the Year                  | Номинация |
| 2020 | «Bonita»            | Song of the Year                  | Номинация |
| 2020 | «Bonita»            | Best Pop Song                     | Номинация |
| 2022 | Dharma              | Album of the Year                 | Номинация |
| 2022 | Dharma              | Best Pop Vocal Album              | Победа    |
| 2022 | «Tacones Rojos»     | Song of the Year                  | Номинация |
| 2022 | «Tacones Rojos»     | Best Pop Song                     | Победа    |

### MTV Europe Music Award
| Год  | Номинируемая работа | Категория                      | Результат |
| ---- | ------------------- | ------------------------------ | --------- |
| 2016 | Sebastián Yatra     | Best Latin America Central Act | Номинация |
| 2017 | Sebastián Yatra     | Best Latin America Central Act | Номинация |
| 2018 | Sebastián Yatra     | Best Latin America Central Act | Победа    |
| 2019 | Sebastián Yatra     | Best Latin America Central Act | Победа    |
| 2020 | Sebastián Yatra     | Best Latin America Central Act | Победа    |
| 2021 | Sebastián Yatra     | Best Latin America Central Act | Победа    |

### Premios Lo Nuestro
| Год  | Номинация                                                         | Категория                                  | Результат |
| ---- | ----------------------------------------------------------------- | ------------------------------------------ | --------- |
| 2019 | «Ya No Tiene Novio» (вместе с Mau y Ricky)                        | Video of the Year                          | Номинация |
| 2020 | Sebastián Yatra                                                   | Pop/Rock Artist of the Year                | Победа    |
| 2020 | «Un Año» (вместе с Reik)                                          | Song of the Year                           | Номинация |
| 2020 | «Un Año» (вместе с Reik)                                          | Single of the Year                         | Номинация |
| 2020 | «Un Año» (вместе с Reik)                                          | Pop/Rock Song of the Year                  | Победа    |
| 2020 | «Un Año» (вместе с Reik)                                          | Pop/Rock Collaboration of the Year         | Номинация |
| 2020 | Fantasía                                                          | Album of the Year                          | Номинация |
| 2020 | «Runaway» (вместе с Jonas Brothers, Daddy Yankee & Natti Natasha) | Crossover Collaboration of the Year        | Номинация |
| 2020 | «En Guerra» (вместе с Camilo)                                     | Video of the Year                          | Номинация |
| 2020 | «Date La Vuelta» (вместе с Luis Fonsi & Nicky Jam)                | Urban/Pop Song of the Year                 | Номинация |
| 2020 | «Un Año» (with Banda Los Sebastianes)                             | Regional Mexican Collaboration of the Year | Победа    |
| 2021 | Sebastián Yatra                                                   | Artist of the Year                         | Номинация |
| 2021 | Sebastián Yatra                                                   | Pop Artist of the Year                     | Номинация |
| 2021 | «Bonita» (вместе с Juanes)                                        | Song of the Year                           | Номинация |
| 2021 | «Bonita» (вместе с Juanes)                                        | Pop Collaboration of the Year              | Номинация |
| 2021 | «Bonita» (вместе с Juanes)                                        | Pop Song of the Year                       | Номинация |
| 2021 | «No Ha Parado de Llover» (вместе с Maná)                          | Pop Song of the Year                       | Номинация |
| 2021 | «TBT» (вместе с Rauw Alejandro & Manuel Turizo)                   | Urban/Pop Song of the Year                 | Номинация |
| 2022 | Sebastián Yatra                                                   | Artist of the Year                         | Номинация |
| 2022 | Sebastián Yatra                                                   | Pop Artist of the Year                     | Номинация |
| 2022 | «Pareja del Año» (вместе с Myke Towers)                           | Perfect Mix of The Year                    | Номинация |
| 2022 | «Pareja del Año» (вместе с Myke Towers)                           | Pop Collaboration of the Year              | Победа    |
| 2023 | Sebastián Yatra                                                   | Artist of the Year                         | Номинация |
| 2023 | Sebastián Yatra                                                   | Male Pop Artist of the Year                | Победа    |
| 2023 | «Tacones Rojos»                                                   | Song of the Year                           | Номинация |
| 2023 | «Tacones Rojos»                                                   | Pop Song of the Year                       | Победа    |
| 2023 | Dharma                                                            | Album of the Year                          | Номинация |
| 2023 | Dharma                                                            | Pop Album of the Year                      | Победа    |
| 2023 | Dharma World Tour                                                 | Tour of the Year                           | Номинация |
| 2023 | «Contigo» (вместе с Pablo Alborán)                                | Pop Collaboration of the Year              | Номинация |
| 2023 | «Contigo» (вместе с Pablo Alborán)                                | Pop/Ballad Song of the Year                | Победа    |
| 2023 | «TV»                                                              | Urban/Pop Song of the Year                 | Номинация |
| 2024 | Sebastián Yatra                                                   | Male Pop Artist of the Year                | Ожидается |
| 2024 | «Una Noche Sin Pensar»                                            | Pop Song of the Year                       | Ожидается |
| 2024 | «Vagabundo» (вместе с Beéle & Manuel Turizo)                      | Urban/Pop Collaboration of the Year        | Ожидается |